# فاي جودوين
فاي جودوين (بالإنجليزية: Fay Godwin)‏ هي مصورة بريطانية، ولدت في 17 فبراير 1931 في برلين في ألمانيا، وتوفيت في 27 مايو 2005 في هيستينغز في المملكة المتحدة.